# Rodrigo Marte
Rodrigo Marte de la Rosa (* 8. März 1997) ist ein dominikanischer Boxer im Fliegengewicht.

## Karriere
Sein erster großer Erfolg auf internationaler Ebene war der Gewinn der Silbermedaille bei den Zentralamerika- und Karibikspielen 2018 in Barranquilla, als er erst im Finalkampf gegen den Kolumbianer Ceiber Ávila unterlegen war.
Bei der Panamerikaspiele-Qualifikation 2019 in Managua besiegte er Justin Parina aus Kanada, Miguel Capilla aus Mexiko und Yankiel Rivera aus Puerto Rico, womit er sich für die Panamerikanischen Spiele 2019 in Lima qualifizierte. Dort schlug er im Viertelfinale den Chilenen Héctor Tapia, im Halbfinale den Argentinier Ramón Quiroga und im Finale den amtierenden Weltmeister Yosvany Veitía aus Kuba. Er wurde damit der erste dominikanische Panamerikaspielesieger im Boxen seit Juan Ubaldo, der bei den Spielen 2003 Gold im Mittelgewicht gewonnen hatte. Er war damit für die Weltmeisterschaften 2019 in Jekaterinburg qualifiziert, wo er gegen den usbekischen Olympiasieger Shahobiddin Zoirov ausschied.
Aufgrund seiner IOK-Ranglistenplatzierung erhielt er einen Startplatz bei den 2021 in Tokio ausgetragenen Olympischen Spielen, wo er in der Vorrunde gegen Sulemanu Tetteh ausschied. Während der Eröffnungsfeier war er gemeinsam mit der Volleyballspielerin Prisilla Rivera der Fahnenträger seiner Nation. Riviera trug die Fahne zudem bei der Schlussfeier.
2022 gewann er die Panamerikameisterschaften in Guayaquil.